# Nansen Sound
Der Nansen Sound (deutsch auch Nansensund) ist eine Meerenge des Arktischen Ozeans in der Qikiqtaaluk Region des kanadischen Territoriums Nunavut. Gemeinsam mit dem Eureka Sound trennt er die Inseln Ellesmere Island und Axel Heiberg Island.

## Geographie
Der Nansen Sound ist Teil eines ausgedehnten Fjordsystems. Die Strecke vom Beginn des Tanquary Fiords über den Greely Fiord bis zur Mündung des Nansen Sounds zwischen Cape Stallworthy und Lands Lokk Point beträgt etwa 400 km. Neun große Nebenfjorde sind jeweils zwischen 20 und 60 km lang. Über den 290 km langen Eureka Sound hat das System zur Norwegian Bay einen zweiten Ausgang. Der Nansen Sound ist als nordwestlicher Zweig des Systems 165 km lang und 25 km breit. Seine größte Tiefe beträgt 1052 m. Die von der Ellesmere-Insel im Nordosten einmündenden Fjorde tragen die Namen Emma Fiord, Ingeborg Fiord, Otto Fiord und Hare Fiord. Auf der Südwestseite mündet der Flat Sound. Lands Lokk Point am Eingang des Nansen Sounds sind einige kleine Inseln vorgelagert, von denen Krueger Island und Fjeldholmen Island die größten sind.
Der Nansen Sound ist auch im Sommer häufig von Eis bedeckt. 1969 befand sich in seiner Mündung ein 1500 km² großer Eispfropfen, der in seinem nördlichen Teil über 6 Meter dick war und dessen Alter auf 21 bis 32 Jahre geschätzt wurde. Er brach in den 1970er Jahren auf und verließ den Fjord.

## Geschichte
Otto Sverdrup, der Leiter der zweiten Expedition mit der Fram, benannte den Fjord nach Fridtjof Nansen, dessen Kapitän er 1893 bis 1896 auf der ersten Fram-Expedition gewesen war. Sverdrup entdeckte (aus europäischer Sicht) große Teile der Kanadischen Arktis, erreichte 1901 den Nansen Sound und befuhr ihn 1902 in voller Länge mit der Absicht, den Inselcharakter Axel Heiberg Islands zu beweisen. Auch nach ihrer Entdeckung wurde die Meerenge selten von Polarforschern aufgesucht. Im Frühjahr 1906 überquerte Robert Peary den Sund von Nordosten kommend und erreichte das heutige Cape Stallworthy auf Axel Heiberg Island. Im März 1908 folgte Frederick Cook dem Nansen Sound auf der Reise, die ihn nach eigener Aussage bis zum Nordpol führte. Im Frühjahr 1914 befuhr auch Donald MacMillan (1874–1970) den Nansen Sound auf der Suche nach der Phantominsel Crocker Land, die Peary vom Cape Thomas Hubbard im Norden Axel Heiberg Islands gesehen haben wollte.
1930 zog die kleine Expedition Hans Krügers vom Eureka Sound kommend auf dem zugefrorenen Nansen Sound zum Cape Stallworthy und hinterließ in Pearys dort errichtetem Steinhaufen eine Nachricht. Auf den Spuren des seither verschollenen Krüger befuhr Henry Stallworthy (1895–1976) von der Royal Canadian Mounted Police zwei Jahre später erneut den Sund.